# Acanthastrea maxima
Espèce
Statut de conservation UICN

 NT  : Quasi menacé
Statut CITES
Acanthastrea maxima est une espèce de coraux appartenant à la famille des Mussidae. Selon WoRMS, cette espèce est placée dans le genre Sclerophyllia Sheppard & Salm, 1988 dans la famille des Lobophylliidae.